# Casola di Napoli
Casola di Napoli község (comune) Olaszország Campania régiójában, Nápoly megyében, .

## Fekvése
Nápolytól 30 km-re délkeletre fekszik. Határai: Gragnano és Lettere.

## Története
Területén már i. e. az 5. században létezett település, amelyet a rómaiak pusztítottak el. A mai település a 15. században jött létre Lettere fennhatósága alatt. 1885-ben nyerte el önállóságát. 

## Népessége
A népesség számának alakulása:

## Főbb látnivalói
Legfőbb látnivalói az i. e. 4-3. századból származó római nekropoliszok valamint villák maradványai. Központi temploma a SS.Salvatore e Sant’Andrea Apostolo.